# Goniobranchus reticulatus
Goniobranchus reticulatus (neboli Doris reticulata, Chromodoris reticulata, Risbecia reticulata) je druh barevného mořského plže, mořského měkkýše z rodu Chromodorididae. Hojně se vyskytuje v blízkosti Filipín.

## Popis
Délka těla Goniobranchus reticulatus je cca 100 mm.

## Rozmnožování
Tento rod je hermafroditní, s oběma pohlavními orgány. Po páření se odlučuje pohlavní úd a během 24 hodin jim dorůstá nový. Goniobranchus reticulatus je simultánní hermafrodit, což znamená, že každý jedinec funguje při páření jako samec předávající sperma svému partnerovi a současně i jako samička, která sperma přijímá. Každý jedinec je vybaven jak penisem, tak vagínou. Po oplodnění dochází k odloučení penisu od těla měkkýše, přičemž z jeho vnitřní části zůstanou v těle dvě třetiny. Z tohoto zbylého kousku úd postupně zase doroste do původní délky, aniž by byl pohlavní život jedince nějak omezen.V jednom případě byly pozorovány i tři styky oddělené čtyřiadvacetihodinovými intervaly. Pouze několik dalších živočichů odvrhuje po kopulaci svůj pohlavní úd – patří k nim např.: chobotnice z rodu argonautů, někteří pavouci nebo jedlí mořští plži zvaní plážovky. Ti se však svého penisu zbavují na konci reprodukční sezóny. Tak si na rozdíl od těchto slimáků ušetří energii potřebnou k opakovanému dorůstání orgánu. Ovšem, tento slimák z toho netěží a proto zůstává záhadou, proč mu stojí opětovné dorůstání údu za všechnu tu námahu.